# Sylvain Marconnet
Sylvain Marconnet (Givors, 8 de abril de 1976) es un ex–jugador francés de rugby que se desempeñaba como pilar. Fue internacional con Les Bleus de 1998 a 2011.

## Selección nacional
Jean-Claude Skrela lo seleccionó a Les Bleus en noviembre de 1998 para enfrentar a los Pumas. Su buen nivel demostrado le permitió ser convocado al Torneo de las Cinco Naciones 1999 y desde allí se hizo un indiscutido de su selección. Sin embargo Skrela no lo llevó a Gales 1999 porque prefirió en su lugar a Cédric Soulette y a Christian Califano.
En marzo de 2007 se rompió la pierna mientras esquiaba y esto le imposibilitó disputar el mundial de Francia. No sería nuevamente seleccionado, sino por Marc Lièvremont y hasta recién el Torneo de las Seis Naciones 2009.
Se ubica como uno de los máximos representantes de su seleccionado. En total jugó 84 partidos y marcó 15 puntos, productos de tres tries.

### Participaciones en Copas del Mundo
Participó del mundial de Australia 2003 donde Marconnet fue reserva, por detrás del titular Jean-Jacques Crenca y el suplente Olivier Milloud. Los franceses ganaron su grupo con todas victorias, en cuartos vencieron al XV del Trébol, perdieron con La Rosa en semifinales y cayeron ante los All Blacks por el tercer puesto.
| Mundial                       | Sede      | Resultado     | PJ | Tries |
| ----------------------------- | --------- | ------------- | -- | ----- |
| Copa Mundial de Rugby de 2003 | Australia | Cuarto puesto | 5  | 0     |

## Palmarés
- Campeón del Torneo de las Seis Naciones de 2002, 2004, 2006, 2007 y 2010.
- Campeón de la Copa Desafío de 2011–12.
- Campeón del Top 14 de 1997–98, 1999–00, 2002–03, 2003–04 y 2006–07.
- Campeón de la Copa de Francia de Rugby de 1999.